# Famille de Beauquesne
La famille de Beauquesne est une famille de la noblesse française éteinte qui était originaire des environs de Toulouse.

## Histoire
Les historiens et chercheurs ont étudié l'hypothèse « anthroponyme v/s toponyme ou lien historique » entre cette famille et la commune de Beauquesne dans le département de la Somme. Les blasons de la famille de Beauquesne (D'or au chêne de sinople terrassé de même au ciel d'azur chargé de trois étoiles d'or) et de la commune de Beauquesne (Parti au premier d'azur chargé d'une demie fleur de lys, au deuxième d'or au chêne ramifié et arraché de sinople) présentent en effet une grande ressemblance.
Dès qu'il se voit en possession de Beauquesne, Philippe-Auguste y établit un prévôt royal. Le sceau et le contre-sceau de la prévôté royale de Beauquesne, figurent sur un acte du 25 février 1430 et sont conservés aux Archives nationales. Tout en restant « terre royale », jusqu'à la Révolution, Beauquesne reste terre soumise à un seigneur féodal. Le 11 février 1597, Henri IV publie la déclaration de guerre contre l'Espagne. Beauquesne tombe aux mains des Espagnols début août. Ce n'est qu'après la paix de Vervins, signée le 2 mai 1598, que la région est débarrassée des Espagnols. Au siècle suivant, en 1636, Beauquesne est de nouveau saccagée, conséquence de la guerre contre l'Espagne rallumée le 19 mai 1635. Nombreux sont ceux qui fuient la contrée saccagée. Il faut attendre la paix des Pyrénées le 7 novembre 1659 pour que les Beauquesnois reviennent. L'un de ces Beauquesnois avait-il fait souche en Languedoc ?
Gustave Chaix d'Est-Ange écrit qu'elle occupait dès le XVIIe siècle un « rang distingué » dans la haute bourgeoisie de sa région et qu'en 1769 Antoine de Beauquesne fut anobli par le capitoulat de Toulouse.

## Généalogie simplifiée
La famille de Beauquesne est issue d'Antoine Eloy André de Beauquesne, né vers 1655, conseiller procureur du roi et de la communauté de la ville d’Auvillar, juge civil et criminel.
Cette union donnera naissance à une nombreuse descendance.
- Antoine Eloy André de Beauquesne épouse Marie de Rasse le 26 août 1677.
  - Élisabeth (Isabeau) de Beauquesne  épouse à Auvillar par contrat du 25 octobre 1698[7] Jacques de Verdelhan, né le 21 juillet 1649, capitaine de  cavalerie. Sa famille sera anoblie en 1816 par lettres patentes du roi Louis XVIII)[5], sieur des Fourniels → descendance[6]
  - Charles de Beauquesne (né à Auvillar le 18 janvier 1689, mort à Auvillar le 19 janvier 1753), licencié en droit, avocat au Parlement du roi de 1709 à 1732, conseiller du roi en 1721, délégué de l'Intendant d'Auch au siège d'Auvillar. Il épouse à Auvillar le 25 janvier 1720, Marie de Teyssiné (1698-1781)
    - Élisabeth de Beauquesne, née à Auvillar le 14 juillet 1723 où elle est morte le 14 août 1755. Elle épouse le 17 mai 1746, Arnaud Joseph de Martinet, seigneur d'Artigadais, avocat au Parlement.
      - Marie Gervais Thomas de Martinet (né à Auvillar le 20 décembre 1750, mort à Marseille le 12 juin 1795, entré dans l'ordre des chartreux sous le nom de Dom Joseph.

    - Antoine de Beauquesne (1724-1811), seigneur de Puygaillard-de-Lomagne et de Marmont, fut anobli en 1769 par le capitoulat de la ville de Toulouse. Il acheta par acte du 15 août 1783 de la maison d’Esparbès de Lussan la terre seigneuriale d'Asques, en Lomagne, au diocèse de Lectoure[5]. Il épouse Marie Denise de Latapie de Prades de Gerval.
      - Luc Antoine Henri de Beauquesne (1766-1838), député de Tarn-et-Garonne, épouse Anne Françoise Rose Rouvairolis Rigaud de Villedieu → descendance[6]
      - Aurée Antoinette Josèphe de Beauquesne[8] (née à Auvillar 19 juillet 1773) épouse à Toulouse le 24 avril 1798 Joseph Marie Gabriel d'Aram (Toulouse 3 février 1770, 6 avril 1822), fils d'une famille anoblie par le capitoulat de Toulouse en 1706 → descendance[6]

    - Philippe Eloy de Beauquesne, née à Auvillar le 1er décembre 1741. Elle épouse Antoine Tartanac le 11 janvier 1757.
      - Jean Joseph Tartanac (1759-1827), juge au tribunal du district de  Valence (Gers), élu le 3 septembre 1791 député à l'Assemblée législative, juge au tribunal d'Agen le 24 mai 1800, président du tribunal criminel du Gers le 27 avril 1808, conseiller à la Cour Impériale d'Agen le 24 avril 1811, anobli par lettres patentes du 11 septembre 1815 et nommé écuyer. Il épouse Marguerite de Saboros.
        - Eulalie Marguerite Tartanac (1795-1852) épouse Alphonse Marie Philippe de Mazade (1781-1831), seigneur de Percin, juge, président du tribunal civil de Moissac.
          - Charles Louis Jean Robert de Mazade-Percin (1820-1893), historien, journaliste, homme de lettres, membre de l'Académie française.

## Pour approfondir